# Wolfstone
Wolfstone je skotská kapela o šesti členech. Kapelu založil roku 1989 Duncan Chisholm. Styl jejich hudby je převážně keltský rock. Vydali celkem sedm alb, poslední, Terra Firma, v roce 2007.
V roce 1990 podepsali smlouvu s labelem Iona Records. O čtyři roky později přešli k Green Linnet Records. V roce 2000, poté, co se vyrovnali se smrtí svého klávesisty Andyho Simmerse, založili vlastní hudební vydavatelství Once Bitten Records. V rámci něj vydali své první a jediné koncertní album Not Enough Shouting.

## Alba
- Unleashed (1991)
- The Chase (1992)
- Year of the Dog (1994)
- The Half Tail (1996)
- Seven (1999)
- Almost an Island (2002)
- Terra Firma (2007)